# Be (2ちゃんねる・5ちゃんねるカテゴリ)
be（びー）は、匿名掲示板2ちゃんねる（2ちゃんねる (2ch.net)、 2ちゃんねる (2ch.sc)、5ちゃんねる）のカテゴリの1つである。書き込みに認証が必要な板をまとめていて、書き込みはBeログインが必要。また、全板が強制IDである。
2006年8月2日現在、Be登録人数は51,055人。

## 歴史
- 2004年11月21日  - 面白ネタnews板が新設される。
- 2005年1月7日 - 朝生板が新設される。
- 2005年3月9日 - なんでも質問板が新設される。

## 掲示板
3枚の板からなる（2009年6月現在）

### 面白ネタnews板
面白ネタニュース板はBeカテゴリの中でも最も人の集う板。ローカルルールにはネットで見つけた面白いネタや珍しいニュースのための掲示板とあるが、実際はBeポイントやモリタポに関するスレッドや雑談スレが殆どである。2ちゃんねる独特の匿名性は薄く、まったりとしたレスが多く見られる。正式名称は「面白ネタニュース＠2ch掲示板」である。

#### ローカルルール
- 板設定や自治の相談は「自治スレッド」へ
- 書き込みテストは「テストスレ」へ
- 各種質問は「スレッドを立てるまでも無い質問スレ」へ
- 不具合・要望は「BE＠2ch掲示板の不具合・要望を書き込むスレ」へ
- 雑談は「Be.2ch総合雑談スレ」などへ
- 書き込みは2ちゃんねるブラウザを使うと便利

### なんでも質問板
なんでも質問板はBeカテゴリの中のノージャンルの質問をするための板である。正式名称は「なんでも質問＠2ch掲示板」である。

### 朝生板
朝生板はBeカテゴリの中の議論をするための板である。正式名称は「朝生(仮)＠2ch掲示板」である。